# Manuel Marani
Manuel Marani (* 7. Juni 1984 in Stadt San Marino) ist ein san-marinesischer Fußballspieler, der am meisten für seine Einsätze in der san-marinesischen Nationalmannschaft bekannt ist. Er ist neben Andy Selva der einzige Spieler, der für San Marino mehr als ein Tor erzielen konnte.

## Karriere

### Im Verein
Marani begann seine Karriere im Jahr 2003 beim san-marinesischen Rekordmeister SP Tre Fiori und spielte anschließend für andere Vereine, unter anderem auch in Italien.

### Nationalmannschaft
Am 7. Februar 2007 gelang Manuel Marani sein erstes Länderspieltor gegen Irland bei der Qualifikation zur EM 2008. Nachdem Irland in der 49. Minute durch Kevin Kilbane in Führung gegangen war, eroberte Marani in der 86. Minute den Ball nach einem Missverständnis zwischen Torwart Wayne Henderson und Richard Dunne, verstolperte aber und kam nicht zum Schuss, der Ball prallte jedoch gegen sein Knie und kullerte in das Tor, es war der Ausgleich zum zwischenzeitlichen 1:1. Die Sensation wurde jedoch knapp verpasst, da Irland das Spiel durch ein Tor von Stephen Ireland spät in der Nachspielzeit noch mit 2:1 gewinnen konnte. Am 14. August 2012 gelang ihm im Freundschaftsspiel gegen Malta sein zweites Länderspieltor zur zwischenzeitlichen 1:0-Führung, das Spiel verlor San Marino mit 2:3. Er ist damit der einzige Spieler neben Andy Selva, der mehr als ein Tor für San Marino erzielen konnte.